# Saint-Germain-du-Pinel
Saint-Germain-du-Pinel (bret. Sant-Jermen-ar-Bineg) – miejscowość i gmina we Francji, w regionie Bretania, w departamencie Ille-et-Vilaine.
Według danych na rok 1990 gminę zamieszkiwało 629 osób, a gęstość zaludnienia wynosiła 56 osób/km² (wśród 1269 gmin Bretanii Saint-Germain-du-Pinel plasuje się na 761. miejscu pod względem liczby ludności, natomiast pod względem powierzchni na miejscu 795.).